# 勝木吉勝
勝木 吉勝（かつき よしかつ、生没年不詳）とは明治時代の東京の地本問屋。

## 来歴
勝々堂と号す。明治時代に東京府下谷区数寄屋町15番地において地本問屋を営業している。楊堂玉英、楊洲周延、小林幾英、楊斎延一の双六絵、錦絵を出版している。

## 作品
- 楊堂玉英 「新板東京名所廻り寿古六」 双六絵 錦絵 明治18年（1885年） 東京都立中央図書館所蔵
- 小林幾英 「新皇居御出門之図」 大判3枚続 明治21年（1888年）
- 楊洲周延 「憲法発布市街御幸之図」 大判3枚続 錦絵 明治22年（1889年）
- 小林幾英 「源氏むさし」 大判 錦絵 明治28年（1895年）
- 楊斎延一 「日露陸海軍人画解」 大判3枚続 錦絵 明治37年（1904年）